# Archichlora herbuloti
Archichlora herbuloti là một loài bướm đêm trong họ Geometridae.